# استودیوهای شپرتون
استودیوهای شپرتون (انگلیسی: Shepperton Studios) یک شرکت فیلم‌سازی در شپرتون، انگلستان است.
این استودیو فیلم‌سازی که زیر نظر گروه پاین‌وود فعالیت می‌کند در سال ۱۹۳۱ میلادی تأسیس شده است. فیلم‌هایی همچون سوپرمن، بتمن آغاز می‌کند، هری پاتر و زندانی آزکابان، هری پاتر و جام آتش و جنگ ستارگان اپیزود سوم: انتقام سیت، هنری پنجم در استودیوهای شپرتون ساخته شده‌اند.

## فیلم‌شناسی
- بت سقوط‌کرده (۱۹۴۸)
- مرد سوم (۱۹۴۹)
- The Holly and the Ivy (۱۹۵۲)
- An Inspector Calls (۱۹۵۴)
- ریچارد سوم (۱۹۵۵)
- جزیره اسرارآمیز (۱۹۶۱)
- لورنس عربستان (۱۹۶۲)
- دکتر استرنجلاو (۱۹۶۴)
- بکت (۱۹۶۴)
- جورجی دختر (۱۹۶۶)
- ادیسه فضایی (۱۹۶۸)
- الیور! (۱۹۶۸)
- اسکروج (۱۹۷۰)
- ارتش بابا (۱۹۷۱)
- وینستون جوان (۱۹۷۲)
- Psychomania (۱۹۷۳)
- طالع نحس (۱۹۷۶)
- جنگ ستارگان (۱۹۷۷)
- پسران برزیل (۱۹۷۸)
- سوپرمن (۱۹۷۸)
- بیگانه (۱۹۷۹)
- مرد فیل‌نما (۱۹۸۰)
- فلش گوردون (۱۹۸۰)
- زحل ۳ (۱۹۸۰)
- بلید رانر (۱۹۸۲)
- گاندی (۱۹۸۲)
- گذرگاهی به هند (۱۹۸۴)
- خارج از آفریقا (۱۹۸۵)
- عروس شاهزاده (۱۹۸۷)
- هنری پنجم (۱۹۸۹)
- هملت (۱۹۹۰)
- رابین هود: شاهزاده دزدان (۱۹۹۱)
- چاپلین (۱۹۹۲)
- سرود کریسمس ماپت (۱۹۹۲)
- چهار عروسی و یک تشییع جنازه (۱۹۹۴)
- جنون شاه جرج (۱۹۹۴)
- قاضی درد (۱۹۹۵)
- عقل و احساس (۱۹۹۵)
- Muppet Treasure Island (۱۹۹۶)
- The Wind in the Willows (۱۹۹۶)
- اویتا (۱۹۹۶)
- ۱۰۱ سگ خالدار (۱۹۹۶)
- جی.آی. جین (۱۹۹۷)
- گم‌شده در فضا (۱۹۹۸)
- شکسپیر عاشق (۱۹۹۸)
- مومیایی (۱۹۹۹)
- ناتینگ هیل (۱۹۹۹)
- اسلیپی هالو (۱۹۹۹)
- بیلی الیوت (۲۰۰۰)
- شکلات (۲۰۰۰)
- گلادیاتور (۲۰۰۰)
- خاطرات بریجت جونز (۲۰۰۱)
- گاسفورد پارک (۲۰۰۱)
- جاسوس‌بازی (۲۰۰۱)
- درباره یک پسر (۲۰۰۲)
- مثل بکام کات‌دار بزن (۲۰۰۲)
- در واقع عشق (۲۰۰۳)
- اسکندر (۲۰۰۴)
- هری پاتر و زندانی آزکابان (۲۰۰۴)
- تروآ (۲۰۰۴)
- ویمبلدون (۲۰۰۴)
- بتمن آغاز می‌کند (۲۰۰۵)
- هری پاتر و جام آتش (۲۰۰۵)
- صحرا (۲۰۰۵)
- جنگ ستارگان اپیزود سوم: انتقام سیت (۲۰۰۵)
- رمز داوینچی (۲۰۰۶)
- تاوان (۲۰۰۷)
- الیزابت: دوران طلایی (۲۰۰۷)
- قطب‌نمای طلایی (۲۰۰۷)
- اینکهارت (۲۰۰۹)
- ماه (۲۰۰۹)
- نه (۲۰۰۹)
- ویکتوریای جوان (۲۰۰۹)
- برخورد تایتان‌ها (۲۰۱۰)
- رابین هود (۲۰۱۰)
- کاپیتان آمریکا: نخستین انتقام‌جو (۲۰۱۱)
- هیوگو (۲۰۱۱)
- آنا کارنینا (۲۰۱۲)[۲]
- جان کارتر (۲۰۱۲)
- سریع و خشمگین ۶ (۲۰۱۳)
- جاذبه (۲۰۱۳)
- جک غول‌کش (۲۰۱۳)
- ثور: دنیای تاریک (۲۰۱۳)
- نگهبانان کهکشان (۲۰۱۴)
- به‌سوی جنگل (۲۰۱۴)
- انتقام‌جویان: عصر اولتران (۲۰۱۵)
- ویکتور فرانکنشتاین (۲۰۱۵)
- آلیس آنسوی آینه (۲۰۱۶)
- دکتر استرنج (۲۰۱۶)
- بیمار صفر (۲۰۱۶)
- زندگی (۲۰۱۷)
- دیو و دلبر (۲۰۱۷)
- بازگشت مری پاپینز (2018)